# Israelisch-jordanische Beziehungen
Die Beziehungen zwischen Israel und dem Haschemitischen Königreich Jordanien waren durch einen jahrzehntelangen Konflikt geprägt, bis 1994 der israelisch-jordanische Friedensvertrag geschlossen wurde. Jordanien war damit nach Ägypten der zweite arabische Staat, der mit Israel einen Friedensvertrag abschloss. Dieser Vertrag, unterzeichnet von König Hussein I. und Premierminister Jitzchak Rabin, etablierte einen „kalten Frieden“ mit wechselseitiger Gewaltverzichtserklärung und legte neue Grenzen sowie Ressourcenteilungen (etwa Wasser) fest. Das Abkommen wird bis heute von keiner einflussreichen politischen Kraft infrage gestellt, allerdings blieben die Hoffnungen auf einen deutlichen Wirtschaftsaufschwung und engeren Beziehungen durch den ungeklärten Israelisch-palästinensischer Konflikt unerfüllt. Da knapp die Hälfte der jordanischen Bevölkerung arabisch-palästinensischer Abstammung ist, bestehen nach wie vor große Vorbehalten gegenüber Israel in Jordanien.

## Geschichte
Nach der Unabhängigkeitserklärung Israels 1948 beteiligte sich Jordanien sofort an dem arabisch-israelischen Krieg, der für die Araber in einer vernichtenden Niederlage endete. Jordanische Streitkräfte besetzten dabei weite Teile Palästinas – einschließlich Ostjerusalem und des Westjordanlands – und annektierten diese Gebiete 1950 formal, mit der Rechtfertigung, dass diese später Teil eines größeren Araberstaates werden würden. Im Sechstagekrieg 1967 wurden diese annektierten Gebiete von Israel erobert, womit Israel die Kontrolle über das gesamte palästinensische Kernland erlangte und Jordaniens Einfluss stark zurückging. Durch die Nahostkriege flohen zahlreiche Palästinenser nach Jordanien, was dessen Innenpolitik destabilisierte und zum Jordanischen Bürgerkrieg und 1971 zur Vertreibung bewaffneter palästinensischer Kräfte aus Jordanien führte. In der Folge versuchte die haschemitische Führung eine neue Politik und begann, die Existenz Israels zu akzeptieren. 1988 verzichtete König Hussein offiziell auf Jordaniens Ansprüche auf das Westjordanland zugunsten der Palästinenser (PLO).

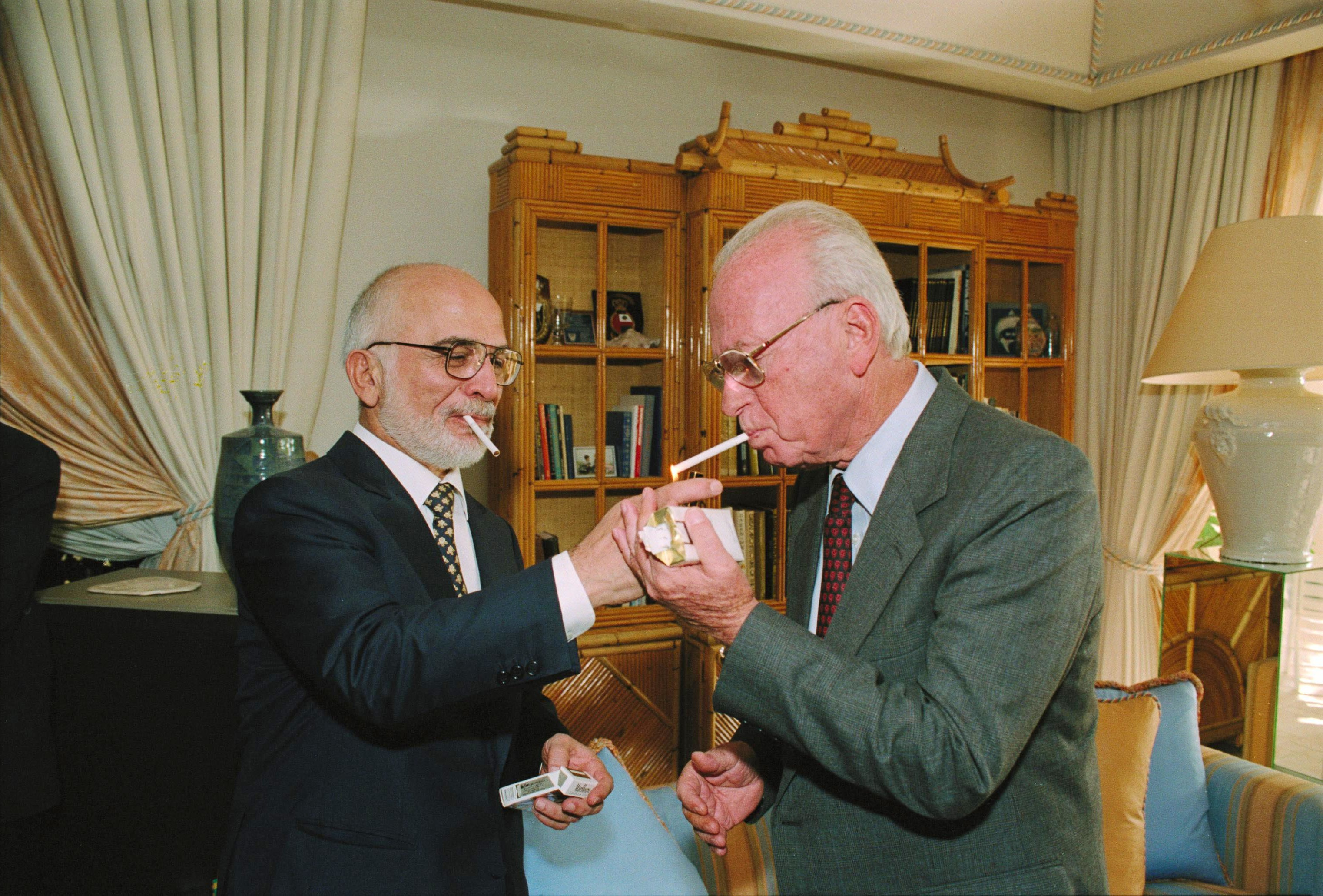
König Hussein von Jordanien zündet die Zigarette von Jitzchak Rabin an (1994)

Die Friedensbemühungen gewannen nach dem Ersten Golfkrieg an Tempo. Jordanien nahm 1991 an der Madrider Friedenskonferenz teil und schloss 1994 erstmals ein Rahmenabkommen (Washingtoner Erklärung) mit Israel, das den Kriegszustand zwischen beiden Ländern beendete. Mit dieser Erklärung übertrug Jordanien jegliche politischen Ansprüche an Palästina komplett an die Palästinensische Befreiungsorganisation (PLO) und Jordaniens vertragliche Verantwortung beschränkte sich fortan auf eine Rolle als Hüter islamischer Heiligtümer in Jerusalem. Israel erkannte dabei „eine gewisse Zuständigkeit Jordaniens und des jordanischen Königs, der jordanischen Religionsverwaltung“ für die heiligen Stätten in Ostjerusalem an.
Am 26. Oktober 1994 unterzeichneten König Hussein und Ministerpräsident Jitzchak Rabin im Rahmen des „Friedensvertrags von Wadi Araba“ einen umfassenden Friedens- und Normalisierungsvertrag. Das Abkommen legte die endgültige Staatsgrenze entlang der traditionellen Mandatsgrenze fest – vom Fluss Jarmuk über das Tote Meer bis zum Roten Meer – und gab Jordanien die volle Souveränität über seine Gebiete zurück. Israel behielt lediglich zwei ehemalige jordanische Enklaven (Baqura/Naharajim und Zofar/Al Ghamr) zur Nutzung für 25 Jahre, die 2019 wieder komplett an Jordanien fielen. Im Gegenzug gewährte Israel Jordanien umfangreiche Wasserrechte (u. a. 50 Mio. m² Seewasser pro Jahr) und finanzielle Unterstützung für Wasserprojekte, die dem trockenen Wüstenstaat zugutekamen. Bereits einen Monat nach Unterzeichnung würdigte König Hussein den Friedensschluss mit seinem Besuch in Yad Vashem, und israelische Touristen konnten erstmals nach Jahrzehnten wieder Jordanien besuchen (etwa die Felsenstadt Petra).

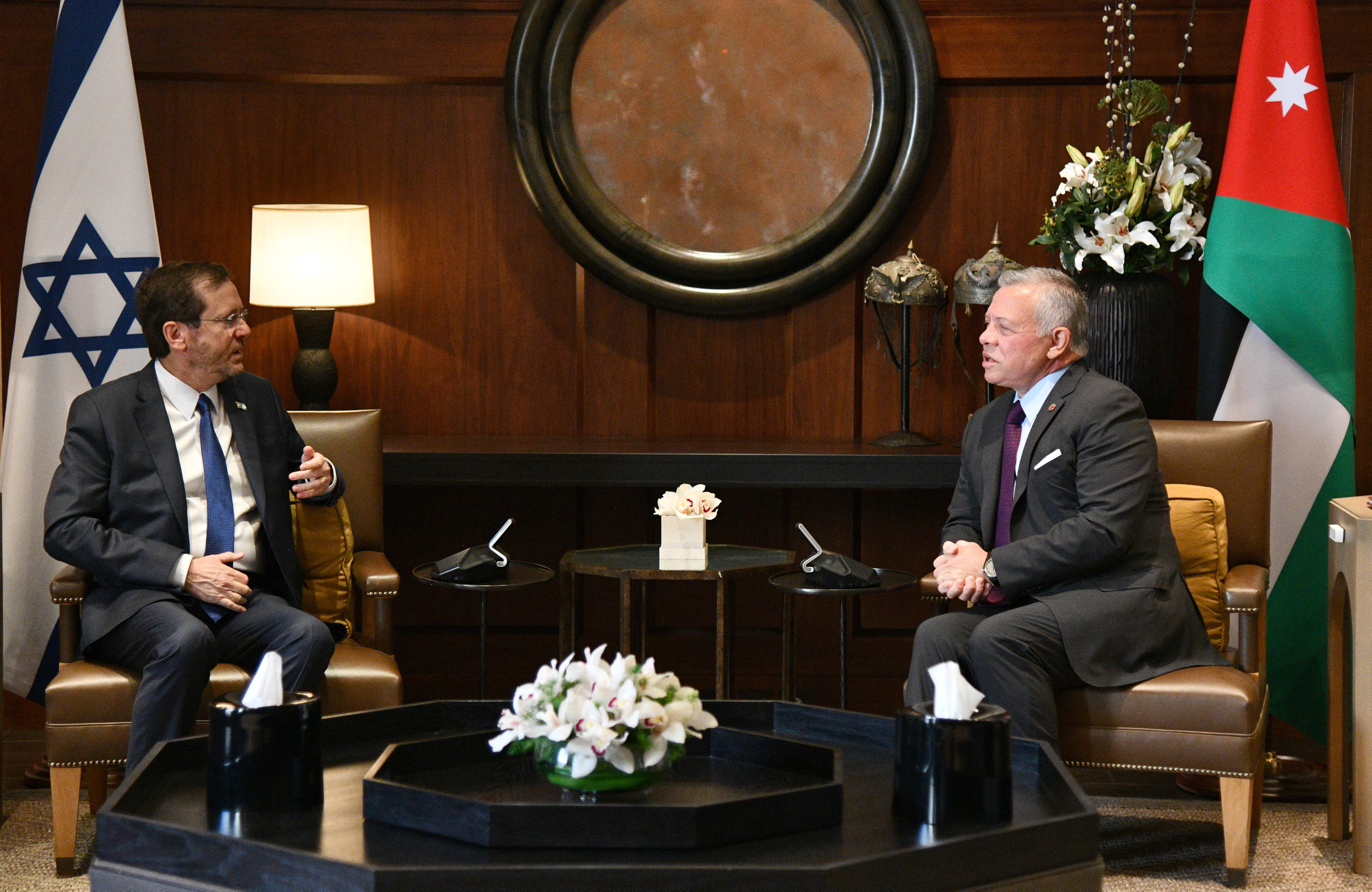
Jitzchak Herzog mit König Abdullah II. bin al-Hussein (2022)

In den Jahren danach blieb der Frieden auf Regierungsebene erhalten, während die Öffentlichkeit in beiden Ländern meist distanziert zueinander blieb. 1999 starb König Hussein, Nachfolger wurde Abdullah II. Unter seiner Herrschaft blieb Jordanien ein stabiler Partner Israels, betonte jedoch stets die Bedeutung einer gerechten Lösung für die Palästinenser. So lehnte Jordanien einseitige Schritte gegen die Zweistaatenlösung ab und forderte wiederholt die Einhaltung israelischer Verpflichtungen aus dem Friedensvertrag. In den späten 2010er Jahren kam es jedoch zu Spannungen: 2019 sprach König Abdullah II. vom „Allzeittief“ in den Beziehungen, denn insbesondere unter der Regierung Netanjahu kam es zu Konflikten um Jerusalemer Heiligtümer (etwa 2021 der verweigerte Besuch von Kronprinz Hussein, wofür sich Abdullah mit einem Überflugverbot für Netanjahus Maschine über sein Staatsgebiet revanchierte).
Nach dem Ausbruch des Gaza-Konflikts 2023 hat Jordanien mehrfach seine Unterstützung für die Palästinenser betont und im Land kam es zu Protesten gegen die Kooperation mit Israel. Im November 2023 kündigte das Außenministerium an, ein geplantes „Energie-für-Wasser“-Abkommen mit Israel angesichts der militärischen Lage vorerst nicht zu unterzeichnen. Außerdem zog Jordanien vorübergehend seinen Botschafter aus Israel ab und stellte die Rückkehr unter Bedingungen (Kriegsende bzw. Waffenruhe) in Aussicht. Trotz dieser Spannungen bleibt der formelle Friedensvertrag von 1994 rechtlich in Kraft, wobei Jordanien jedoch signalisiert, dass der Frieden nur aufrechterhalten wird, wenn Israel seinerseits Verpflichtungen einhält. Bei den Verhandlungen um eine Waffenruhe in Gaza und eine Freilassung der entführten israelischen Geiseln spielte Abdullah eine Schlüsselrolle als Vermittler.

## Wirtschaftsbeziehungen

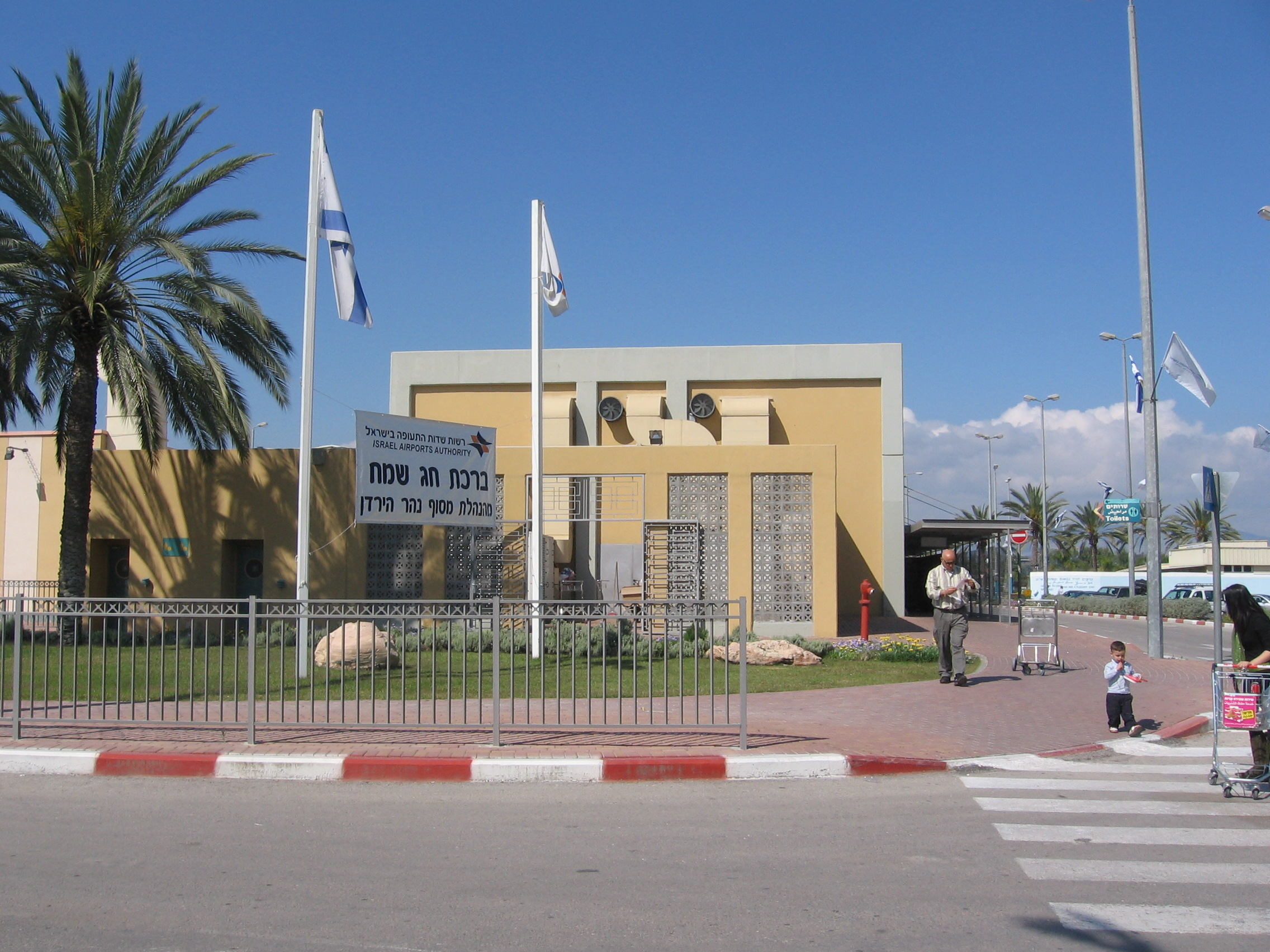
Israelisch-jordanischer Grenzübergang

Wirtschaftlich bestehen diverse Kontakte. Der bilaterale Handel blieb selbst nach 1994 auf einem relativ niedrigen Niveau, wächst aber seitdem. So stieg der Güterverkehr über den Grenzübergang Sheikh Hussein (bei Beit She’an/Naharayim) zwischen 2010 und 2015 um rund 65 %. Im Jahr 2021 belief sich das beiderseitige Handelsvolumen (Warenexporte und -importe) auf über 200 Millionen US-Dollar in den ersten sieben Monaten, ein signifikanter Anstieg zum Vorjahr. Die wichtigsten Warenkategorien umfassen industriell gefertigte Güter, chemische Produkte und Lebensmittelexporte Israels sowie mineralische Rohstoffe (z. B. Phosphate, Düngemittel) aus Jordanien.
Ein zentrales Element der Wirtschaftsbeziehungen ist die Ressourcenkooperation. Laut Friedensvertrag sicherte Israel Jordanien eine jährliche Wasserlieferung (ursprünglich 50 Mio. Kubikmeter) aus dem See Genezareth zu. Dieses Abkommen wurde durch spätere Projekte ergänzt: 2015 verständigten sich die Staaten auf ein $900-Millionen-Projekt, das eine Entsalzungsanlage in Akaba und eine Pipeline vom Roten Meer zum Toten Meer umfasst. Darüber hinaus begannen Israel und Jordanien in den 2010er Jahren eine elektrische und gasbezogene Verflechtung: 2016 schloss Jordanien einen Gasimport-Vertrag mit Israel (nachdem Ägypten seine Lieferungen einstellt hatte), und 2021 unterzeichneten Jordanien, Israel und die VAE eine Absichtserklärung für ein „Energie-für-Wasser“-Tauschprojekt (Solarstrom gegen entsalztes Wasser).
Politische Spannungen haben jedoch oft wirtschaftliche Vorhaben gebremst. So beendete Jordanien 2021 wegen innenpolitischen Drucks faktisch seinen Gasimport aus Israel, indem es einen neuen Vertrag mit Ägypten abschloss (statt Erdgas nun per Pipeline nach Jordanien zu beziehen). Im Zuge des Gaza-Konflikts 2023 rief die jordanische Regierung öffentlich dazu auf, bestehende Abkommen zu überprüfen, betrieb aber bislang keine endgültige Vertragskündigung. Da Israel dank seiner Entsalzungsanlagen Wasserüberschüsse produziert, ist Jordanien aufgrund seines Wassermangels in einer prekären Lage.

## Sicherheitsbeziehungen
Trotz öffentlicher Distanz und periodischer politischer Spannungen haben Israel und Jordanien nach dem Friedensschluss von 1994 eine enge sicherheitspolitische Zusammenarbeit aufgebaut, die weitgehend vertraulich und diskret geführt wird (auch weil sie in Jordanien sehr unpopulär ist). Bei der Bekämpfung von Terrorismus, Schmuggel, Grenzverletzungen und regionaler Instabilität haben beide Regierungen jedoch geteilte Interessen. Jordanien und Israel teilen eine über 300 km lange Grenze, die nach dem Friedensvertrag fortan gemeinsam gesichert wurde. Beide Staaten tauschen regelmäßig geheimdienstliche Informationen aus, insbesondere im Hinblick auf extremistische Gruppierungen wie den Islamischen Staat (IS) oder radikale salafistische Zellen.
Ein weiteres sensitives Feld ist Jerusalem: Die Rolle Jordaniens als Hüter der islamischen und christlichen Stätten im Ostteil der Stadt, insbesondere des Tempelbergs, ist völkerrechtlich anerkannt und wurde im Friedensvertrag von 1994 ausdrücklich bestätigt. Israel koordiniert sicherheitsrelevante Maßnahmen in diesem Bereich teilweise mit jordanischen Behörden, um Eskalationen zu vermeiden. Dennoch kam es hier immer wieder zu Spannungen (z. B. durch das Vorgehen der israelischen Sicherheitskräfte).
2024 half Jordanien Israel bei der Abwehr iranischer Raketen- und Drohnenangriffe auf sein Staatsgebiet.